# 39 Pułk Piechoty (Imperium Rosyjskie)
39 Tomski pułk piechoty Jego Cesarskiej Wysokości Arcyksięcia Austriackiego Ludwika Wiktora (ros. 39-й пехотный Томский Его Императорского Высочества Эрц-Герцога Австрийского Людвига-Виктора полк) – oddział piechoty okresu Imperium Rosyjskiego.

## Charakterystyka
Sformowany w 1796. Stacjonował między innymi w Kozłowie. Nosił nazwy: Tomski pp (1811–1833), Tomski pjegr (1833–1856).

 W przededniu I wojny światowej pułk etatowo posiadał cztery bataliony po cztery kompanie oraz kompanię tyłową. Kompania piechoty czasu wojny liczyła około 240 żołnierzy i 4–5 oficerów. Na szczeblu pułku występował także pododdział karabinów maszynowych (8 km), łączności (w tym 14 konnych gońców i 21 telefonistów) i zwiadowczy (64 zwiadowców, w tym 4 kolarzy). W sumie pułk liczył około 4000 żołnierzy.

W  lipcu 1914, na bazie zalążków wydzielonych z pułku, w ramach 2 fali mobilizacyjnej, sformowany został rezerwowy 243 pułk piechoty.

39 pułk piechoty rozformowany został w 1918.

## Podporządkowanie
Lipiec 1914:
- 5 Korpus Armijny – Woroneż[9]
  - 10 Dywizja Piechoty – Niżny Nowogród
    - 2 Brygada Piechoty – Kozłów
      - 39 Tomski pułk piechoty – Kozłów